# Gingelom
Gingelom – miejscowość i gmina (gemeente) w Belgii, w Regionie Flamandzkim, w prowincji Limburgia, w okręgu Hasselt. 1 stycznia 2024 liczyła 8732 mieszkańców.

## Podział administracyjny
W skład gminy wchodzi dziesięć dzielnic (deelgemeente):
- Boekhout
- Borlo
- Buvingen
- Jeuk (Goyer)
- Kortijs (Corthys)
- Mielen-boven-Aalst (Mielen-sur-Alost)
- Montenaken
- Muizen
- Niel-bij-Sint-Truiden (Niel-lez-Saint-Trond)
- Vorsen (Fresin)

## Demografia
- Źródła:NIS: od 1806 do 1981= według spisu; od 1990 liczba ludności w dniu 1 stycznia

1 stycznia 2024 całkowita populacja Gingelom liczyła 8732 osoby. Łączna powierzchnia gminy wynosi 56,34 km², co daje gęstość zaludnienia 155 mieszkańców na km².